# Duits voetbalkampioenschap 1903/04
1903/04 was het tweede Duitse voetbalkampioenschap ingericht door de DFB.
Het kampioenschap werd evenwel niet beëindigd en de finale werd afgelast. Dit kwam door een protest van Karlsruher FV. De regel van de competitie was dat wedstrijden op neutraal terrein gespeeld zouden worden maar omdat dat financieel niet haalbaar was werd dit niet gedaan waarop KFV protesteerde na een 6-1 nederlaag op het veld van Britannia.

## Deelnemers aan de eindronde
| Club                         | Gekwalificeerd als              |
| ---------------------------- | ------------------------------- |
| Berliner TuFC Britannia 1892 | Kampioen van Berlijn            |
| VfB Leipzig                  | Titelverdediger                 |
| Magdeburger FC Viktoria 1896 | Kampioen van Magdeburg (1)      |
| SC Germania 1887 Hamburg     | Kampioen van Hamburg-Altona     |
| ARBV Hannover                | Kampioen van Hannover           |
| Casseler FV 95               | Kampioen van Cassel             |
| Duisburger SpV               | Kampioen van Rijnland-Westfalen |
| Karlsruher FV                | Kampioen van Zuid-Duitsland     |

1 Viktoria 96 mocht deelnemen als kampioen van een plaatselijke bond, omdat de bond nog geen onderdeel was van de Midden-Duitse bond.

## Eindronde

### Kwartfinale
| Datum         | Teams                     | Teams | Teams                    | Uitslag    | Stadion                        |
| 24 april 1904 | SC Germania 87 Hamburg    | –     | ARBV Hannover            | 11:0 (8:0) | Hamburg, Mühlenkamper Rennbahn |
| 24 april 1904 | BTuFC Britannia 92 Berlin | –     | Karlsruher FV            | 6:1 (2:1)  | Berlijn, Sportpark Friedenau   |
| 24 april 1904 | Duisburger SpV            | –     | Casseler FV 95           | 5:3        | Duisburg, Sportplatz des DSV   |
| 24 april 1904 | VfB Leipzig               | –     | FC Viktoria 96 Magdeburg | 1:0 (0:0)  | Leipzig, Radrennbahn           |

ARBV Hannover trad slechts met negen spelers aan en werd compleet onder de voet gelopen door Germania. Hannover verloor met 0-11, er is niet meer bekend wie de goals scoorde waardoor het niet mogelijk is een topschutterslijst te maken voor dit jaar. 
Britannia Berlin kwam met Richard Müller 1-0 voor tegen KFV, maar Paul Faber kon gelijk. Negen minuten later zette Albert Jakob Britannia weer op voorsprong. Na een owngoal van Wilhelm Häfner kwam Britannia op 3-1 en in de volgende twintig minuten kon de club nog drie keer scoren. 
Met Viktoria Magdeburg leek VfB Leipzig een hapklare brok voorgeschoteld te krijgen, maar de club hield lang stand en schoot zichzelf in het been  toen doelman Kurt Stollberg in de 65ste minuut voor een owngoal zorgde. 
De laatste kwartfinale werd pas twee weken later gespeeld. Gottfriend Hinze, die in 1905 de eerste voorzitter van de voetbalbond zou worden, stond in het doel bij Duisburger SpV, dat met 5-3 won, er is niet bekend wie scoorde. 

### Halve finale
| Datum       | Teams                  | Teams | Teams                     | Uitslag                   | Stadion                        |
| 8 mei 1904  | SC Germania 87 Hamburg | –     | BTuFC Britannia 92 Berlin | 1:3 (0:3)                 | Hamburg, Mühlenkamper Rennbahn |
| 15 mei 1904 | VfB Leipzig            | –     | Duisburger SpV            | 3:2 n. v. (0:1, 2:2, 2:2) | Leipzig, Radrennbahn           |

Ondanks het thuisvoordeel van Germania Hamburg kwam Britannia Berlin met goals van Max Schmidt, Erich Müller en Ernst Perry nog voor de rust 0-3 voor. In de 65ste minuut kon de Engelsman Thomas Willis de Berlijnse doelman Paul von Goldberger vloeren. Voor zover bekend is dit het eerste Britse doelpunt in een Duitse eindrondewedstrijd. 
VfB Leipzig had opnieuw aan lastige partij. Na 25 minuten stond het 0-1 achter. Paul Oppermann kon in de 52ste minuut de gelijkmaker binnen trappen, maar in de 78ste minuut bracht Willi van der Weppen Duisburg weer op voorsprong. Vijf minuten voor de reguliere speeltijd maakte Leipzig nog gelijk waardoor verlengingen nodig waren. In de 132ste minuut maakte Johannes Schneider dan het winnende doelpunt voor Leipzig. 

### Finale
| Datum       | Teams       | Teams | Teams                     | Uitslag  | Stadion |
| 29 mei 1904 | VfB Leipzig | –     | BTuFC Britannia 92 Berlin | afgelast | Kassel  |

Karlsruher diende een klacht in de bij de Duitse voetbalbond. Hoewel wedstrijden op neutrale bodem gespeeld moesten worden werd dit in de praktijk niet toegepast. KFV verloor met 6-1 in Berlijn en zei dat verschillende spelers geen verlof van hun werkgevers kregen om naar Berlin te reizen. Het duurde dertien uur om van Karlsruhe naar Berlijn te reizen en ze kwamen pas op de dag van de wedstrijd aan. De Duitse bond had zijn jaarlijkse vergadering op de dag van de finale in Kassel geplant en besliste in de voormiddag om de finale te annuleren. Ferdinand Hueppe van DFC Praag trad die dag af als voorzitter van de bond en Friedrich Wilhelm Nohe, ook nog voorzitter van Karlsruher FV volgde hem op.